# 豊田亨
豊田 亨（とよだ とおる、1968年1月23日 - 2018年7月26日）は、オウム真理教元幹部・元死刑囚。兵庫県加古川市出身。ホーリーネームはヴァジラパーニ。

## 人物
教団内でのステージは師長だったが、地下鉄サリン事件3日前の尊師通達で正悟師に昇格した。教団が省庁制を採用した後は科学技術省次官の一人となる。東京大学大学院教授の伊東乾は大学時代の同級生で友人で、死刑確定後も特別交通許可者として交流を続けた。元オウム車両省大臣・アレフ幹部だった野田成人は高校・大学の先輩にあたる。

## 来歴
祖父の代からの教員一家に生まれる。家の前は禅宗の寺で、死の恐怖を身近に感じていた。校則に違反するからといって喫茶店にも寄らなかったり、事故を起こすリスクを考えて自動車免許をとらないなど、真面目で慎重な人柄だった。父親は教員を勤めていた。東京大学理学部物理学科卒業。素粒子理論を専攻し、東京大学大学院理学研究科物理学専攻修士課程修了。
東大時代は、「必ずノーベル賞を取る」と学業で多忙を極める中、寮の行事にも率先して参加していた。性格は誠実で温厚で明るいナイスガイ、関西弁でジョークをとばす好人物であった。物理学の他にもギターを嗜んでいた。研究室で尊師マーチをギターでひいてみせたともされる。

## 入信・出家
麻原彰晃の著書『超能力秘密の開発法』を東京駅の本屋で見つけたことをきっかけに、大学入学年の1986年9月からまだヨガ教室であったオウム真理教の前身オウム神仙の会に入会。当時豊田は「カレーとヨガのサークルに遊びに来ませんか」と女の子のオルグ要員に誘われていたという。1992年4月には博士課程に進学するが1ヶ月経たないうちに中退、出家信者となった。出家番号は962。豊田に出家を勧めたのは、高校・大学時代の先輩にあたる野田成人である。
野田が生活していた寮に遊びに来ていた際に部屋にあった本を読んでおり、オウムのセミナーでばったり会う。
友人の伊東乾は、豊田の出家の背景の1つに素粒子理論の研究室に属し、豊田は宇宙の本質的メカニズム、力の統一理論や宇宙論などに興味を持っていたが、当時の東大素研がオリジナルな研究をさせない指導力量不足で指導体制に大いに失望したことを挙げている。
周囲には「女の子の看病をする」と手紙を残し行方不明になり、その後オウムの本を送ってきたため出家していたことが分かった。
1990年2月の総選挙の時は象のお面をかぶりながら、麻原彰晃の側で歌って踊っていた。豊田自身は当時22歳で被選挙権がなかったこともあり、立候補はしていない。
教団にいた頃、乗っていた車が交通事故に遭って怪我をしてまぶたに傷が残ったが、豊田はこの怪我について一切の不平不満を言わなかったという。

## 事件への関与と裁判
教団の核開発を担当し、オーストラリアに「豊田研究所」を持っていた。
1995年3月20日の地下鉄サリン事件ではサリン散布の実行犯に指名され東京の地下鉄日比谷線を担当、2人を死亡させ、358名に重傷を負わせた。
同年5月15日、井上嘉浩と共に秋川市（現：あきる野市）で逮捕。同日発生の東京都庁小包爆弾事件、4月30日、5月3日、5月5日の新宿駅青酸ガス事件、この他自動小銃密造事件にも関与し、以上4つの事件で起訴された。
豊田は淡々と冷静に証言するだけだった。豊田は「自分がした行為は人間として許されない」「このような事件が2度と起こらないようにするのが極めて当然である」「罪の重さに目の前が真っ暗になる。償いの言葉すら残されていない」「私のような者が生きていること自体が申し訳なく、浅ましい」と自己責任を主張した。これに関して豊田は地下鉄サリン事件の遺族に宛てた手紙の中で「裁かれる者として、遺族・被害者の方の不快感を増大させる言動を慎むことが最低限のとるべき態度だと考えます」と述べた。
1999年に豊田、杉本繁郎の公判に麻原が証人として出廷した際には、麻原が意味不明な発言などを繰り返したため「松本被告、僕は今日何も言わないつもりできたんですけれども、今日のあなたの態度を見て考えが変わりました。あなたは本当にグルなんですか」と麻原に問いかけた。麻原は黙っているだけだった。
また検察官に「麻原に対して現在の心境は」との問いに「広瀬の証人として出廷した公判での言動（麻原は宣誓書の署名に関して英語で対応し続け裁判長に退廷を命じられた）については怒りを通り越して哀しい」と共犯への心遣いも見せた。
2000年7月17日の第一審では「人格優秀、学業優秀、しかしながら人格等において優れていたとしても、それは、地下鉄サリン事件等の被害者にも言えること」として死刑判決、2004年7月28日の控訴審ともに死刑判決を受け上告していたが、2009年11月6日に上告棄却が決定し、死刑が確定した。
2015年の地下鉄サリン事件の公判では、他の死刑囚が出廷する中、拘置所での証人尋問となったが、その理由は「自分は拘置所から一歩も出てはいけない。それが贖罪だ」だったという。2018年7月26日に東京拘置所で死刑が執行された。50歳没。
友人の伊東乾によると、豊田は2018年7月6日に麻原彰晃ら7名が死刑執行されたあと、身辺整理を始め、匿名で手元にあった現金を2018年西日本豪雨被害者救済の義援金に全額寄付したという。

## 人物評
- 「"約束したこと、決めたことは絶対にやる"というのがポリシーの人」－早坂武禮（元オウム自治省次官）[26]
- 「オウムの人たちは基本的にまともでした」「豊田さんは、物理なのか、数学なのか分からないですが、いつもめちゃくちゃ勉強していました。たまに接する機会もありましたが、話し方が丁寧な人でした」－衛生夫[27]

## 関連事件
- 自動小銃密造事件
- 地下鉄サリン事件
- 新宿駅青酸ガス事件
- 東京都庁小包爆弾事件
- オウム真理教事件